# Сантьяго-Понтонес
Сантьяго-Понтонес (ісп. Santiago-Pontones) — муніципалітет в Іспанії, у складі автономної спільноти Андалусія, у провінції Хаен. Населення — 3702 особи (2010).
Муніципалітет розташований на відстані близько 280 км на південь від Мадрида, 110 км на схід від Хаена.
На території муніципалітету розташовані такі населені пункти: (дані про населення за 2010 рік)
- Ла-Аграсеа: 1 особа
- Лос-Анчос: 37 осіб
- Ель-Артуньєдо: 10 осіб
- Ла-Бальєстера: 15 осіб
- Ла-Кабаньюела: 1 особа
- Лас-Каналехас: 4 особи
- Касас-де-Карраско: 16 осіб
- Касікас-дель-Ріо-Сегура: 12 осіб
- Лос-Сентенарес: 5 осіб
- Ель-Сересо: 125 осіб
- Кото-Ріос: 291 особа
- Фуенте-Сегура: 42 особи
- Лос-Гольдінес: 7 осіб
- Лас-Горгольїтас: 19 осіб
- Уельга-Утрера: 5 осіб
- Уерта-дель-Манко: 141 особа
- Лома-де-Марія-Анхела: 90 осіб
- Марчена: 128 осіб
- Ла-Матеа: 356 осіб
- Мільєр: 82 особи
- Монтальво: 15 осіб
- Ла-Муела: 53 особи
- Лас-Ногерас: 69 осіб
- Ель-Парралехо: 40 осіб
- Ель-Патронато: 51 особа
- Пегера-дель-Мадроньйо: 23 особи
- Понтон-Альто: 138 осіб
- Понтонес: 222 особи
- Пойотельйо: 18 осіб
- Сантьяго-де-ла-Еспада: 1405 осіб
- Солана-де-Паділья: 0 осіб
- Лос-Театінос: 148 осіб
- Ла-Тоба: 22 особи
- Тобос: 34 особи
- Вітес: 77 осіб

## Демографія
Динаміка населення (INE ):